# Faraquet
Faraquet — американський пост-хардкор гурт із Вашингтона, округ Колумбія, Сполучені Штати. Музичний стиль гурту іноді відносять до мат-року. Гурт існував у 1997—2001 роках та в 2007—2008 роках.

## Історія
Девін Окампо (гітара) і Чед Молтер (барабани/перкусія) переїхали з Нью-Йорка до Вашингтона, щоб продовжити свій музичний шлях. На початку 90-х у Девіна Окампо було багато сайд-проектів, одним з яких був гурт Smart Went Crazy, в якому Девін Окампо грав на барабанах. У Smart Went Crazy Девін Окампо познайомився з майбутнім басистом гурту Faraquet, Джеффом Босуеллом. У 1997 році Джефф Босуелл приєднався до Девіна Окампо та Чеда Молтера, щоб сформувати гурт Faraquet. Коли гурт Smart Went Crazy розпався, гурт Faraquet вийшов на повний робочий день і почав грати більше концертів, випустивши кілька синглів, а також з'явившись на розділеному з гуртом Akarso компакт-диску.
Побачивши Faraquet кілька разів у місті, гурт Fugazi запросив їх у спільне турне по півдню.
На гурт Faraquet вплинули колеги з округу Колумбія, такі як Fugazi, Jawbox і Nation of Ulysses, а також прогресивні рок-гурти, такі як King Crimson.
Гурт здійснив ще кілька коротких турів.
У листопаді 2000 року гурт Faraquet записав альбом «The View from This Tower» з Джеймсом Роббінсом у студії Inner Ear Studios. Альбом вийшов на лейблі Dischord Records. Невдовзі гурт розпався.
«Ми грали лише три роки, але за три роки ми багато грали і багато тренувалися», — каже басист Джефф Босуелл. «Я думаю, що ми зіграли близько 150 концертів».
Влітку 2007 року учасники Faraquet оголосили про плани перевидати пісні, записані ними для різних синглів і розділених релізів, на збірку CD/LP/MP3. Цей альбом, «Anthology 1997-98», було випущено в липні 2008 року. Робота над цим проектом відновила інтерес гурту до виконання пісень, тому вони ненадовго возз'єдналися для бразильського туру та виступу у Вашингтоні.
У 2003 році Девін Окампо і Чед Молтер знову об'єдналися, щоб створити гурт Medications, а Чед Молтер перейшов від ударних до свого рідного інструменту, басу. Гурт Medications випустив міні-альбом і два альбоми на Dischord Records, перш ніж піти на перерву в 2011 році.
Зараз Девін Окампо грає в гурті the EFFECTS, який випустив однойменний альбом на Dischord Records.

## Склад гурту
- Девін Окампо (Devin Ocampo) — вокал, гітара, барабани/перкусія, клавішні, банджо, баритон-гітара, труба;
- Чед Молтер (Chad Molter) — барабани/перкусія, вокал, бас-гітара;
- Джефф Босвелл (Jeff Boswell) — бас, гітара.

## Дискографія

### Сингли
- «Parakeet» b/w «Um Die Ecke» (Mis En Scene Records: 002) (1998)
- «Whole Thing Over» b/w «Call It Sane» (DeSoto Records:32) (1999)

### Мініальбоми
- 'Split EP' with Akarso (404 Records: 404—002) (1999)

### Альбоми
- The View from this Tower (Dischord Records: 122) (2000)

### Збірні альбоми
- Anthology 1997-98 (Dischord 159) — July 28, 2008 Released in Brazil in 2007 as Faraquet by the label Mis-en-scene